# Христо Вакарелски
Христо Томов Вакарелски е български етнограф и фолклорист.

## Биография
Роден е на 15 декември 1896 година в село Момина клисура, Пазарджишко. Първото от пет деца е - има двама братя и две сестри, както и полусестра от втората си майка. Баща му - Томе - се занимавал със земеделие, кръчмарство и търговия.
Завършва средното си образование в Пазарджик през 1917 година, след което веднага постъпва в казармата. Между ноември 1917 и октомври 1918 година е на фронта, след което става учител в село Ветрен, Пазарджишко. От 1919 до 1923 г. следва славянска филология в Софийския университет „Свети Климент Охридски“, след което е учител в Панагюрище, Роман и Самоков. Имал амбицията да бъде литературен критик, но увещаван от професор Шишманов приема стипендия на полското правителство и записва във Варшава, където учи през 1925 – 1927 г. Там силно влияние му оказват професорите му по етнография Станислав Понятовски и Еугениуш Франковски. 
От края на 1927 до 1940 г. Христо Вакарелски е асистент и уредник в Народния етнографски музей в София. Сред дейностите, в които участва по това време, е организирането на голяма българска етнографска изложба в Хелзинки (24 ноември – 12 декември 1937), която намира широк отзвук във финландската преса.
През 1941 – 1944 г. е директор на Народния музей в Скопие. Директор е на Народния етнографски музей в София от 1945 до 1948 г., в който остава да работи до 1962 г. Основател и председател на Българското природо-научно дружество. Неговите проучвания и студии го определят като един от водещите български етнографи и фолклористи през ХХ век. През 1965 г. получава Хердерова награда. 
Владеел свободно руски, унгарски, немски и френски, като ползвал и полски, чешки и словашки.
Негова дъщеря е диалектологът Донка Вакарелска-Чобанска.
Христо Вакарелски умира на 25 ноември 1979 година в София.

## Теренни проучвания
Още през 1927 година, като част от група полски студенти, Вакарелски проучва Софийско и Трънско. През следващите години значителните му теренни проучвания обхващат почти всяко кътче от страната, като особено интензивни са те през 30-те години на 20. век. Прави изключително ценни проучвания върху бита и културата на малоазийските и тракийските българи-бежанци. След присъединяването на Южна Добружджа към България бърза да опише бита на местното население и на преселниците от Северна Добруджа. Най-големи по обем са проучванията му от Самоковско, Смолянско, Кърджалийско, Софийско, Карнобатско, Добруджа, както и родния му Пазарджишки край. Трудовете му обхваща цялата етническа територия на българите, но включват също материали за други етноси като гагаузи, казаци, татари, каракачани, турци.

## Памет
На Христо Вакарелски е наречена улица в кварталите „Витоша“ и „Студентски град“ в София (Карта).
Личният му архив се съхранява във фонд 2072К в Централния държавен архив. Той се състои от 1781 архивни единици от периода 1881 – 2007 г.
- Христо Вакарелски
- Преди 1930 г.
- В Македония през 1942 г.
- Преди 1945 г.

## По-важни трудове
- Из веществената култура на българите (1930)
- Бит и език на малоазийските българи (1935)
- Понятия и представи за смъртта и душата. Сравнително фолклорно проучване (1939)
- Български празнични обичаи (1943)
- Въпросник-упътване за събиране на етнографски материали (1946)
- Ковано желязо (съавтор) (1957)
- Български народни обичаи (1960)
- Добруджа. Материали към веществената култура на българите през периода на капитализма (1964)
- Етнография на България. (1974, 1977, 2007) (и на полски 1965 г. и немски език – 1969 г.)
- Моят път към и през етнографията (2002)